# Luis Martínez Fraile
Luis Martínez Fraile, más conocido como Luis Fraile (Albacete, 7 de febrero de 1947 - Madrid, 5 de enero de 2016), fue un artista español con larga trayectoria profesional y gran formación artística, que desarrolló su actividad principalmente en Madrid. Abrazó varias tendencias y estilos a lo largo de su prolífica carrera, desarrollando un estilo propio en torno al surrealismo, reflejo de un mundo subconsciente y onírico :
 " Poner nombre, encuadrar en una época o encerrar en un ismo la pintura de Luis Fraile es caer en el error de equivocar la verdadera intención de su autor. Como él mismo afirma «yo no puedo atrincherarme, porque siempre busco nuevas formas, aunque el fondo sensitivo sea el mismo». Huye de las generalizaciones que parecen atarle a una rueda pictórica con la que no se identifica.Sin embargo, en su pintura no dejan por menos que percibirse rasgos surrealistas, en esos seres extraños que los pueblan, a la vez que características del impresionismo y expresionismo, que a lo largo de sus años de aprendizaje ha ido descubriendo y en cierto modo, asimilando. Mas su característica es el sincretismo de un arte que sabiendo aprovechar todos los ismos ha logrado superarlos." 

## Reseña biográfica
Nace en Albacete, en el seno de una humilde familia del barrio de Casas Baratas, siendo el 1º de los dos hijos de Valentín Martínez Flores, maestro albañil y represaliado político, y Julia Fraile Montalbán, trabajadora y ama de casa. De niño compagina estudios con diversos trabajos, entre otros como mozo en el mítico Casino Primitivo de la ciudad, experiencias vitales que ayudaron a forjar una visión muy crítica de su entorno desde muy temprana edad, lo que reflejaría en su obra posteriormente. Con 20 años era Delineante y Proyectista de Urbanismo en el Ayuntamiento de su ciudad natal. Trabajó para el Catastro y con el reputado arquitecto Julio Carrilero Prat, diseñando entre otros, el Club Náutico de Torrevieja. 
Siendo la Pintura su verdadera vocación, decide perfeccionar la técnica y aprender nuevos métodos artísticos. Estudió Retablo y Policromía en la Escuela Massana de Barcelona, Cerámica (Escuela Llotja de Barcelona), así como Grabado y Litografía, no solamente en la metrópolis catalana, sino también en París (Atelier Hayter) y Toronto (North Toronto Collegiate Institute), donde también se ganaba la vida creando vidrieras. De su estancia parisina, también cabe reseñar sus estudios de Artes Plásticas (Université de Vincennes) e Historia del Arte (Ecole du Louvre).
De igual modo, tanto sus inquietudes intelectuales como su extensa formación autodidacta extendida a multitud de materias y disciplinas (la lectura era una de sus mayores pasiones), le llevarán a crear una obra en constante transformación. Además de apariciones en importantes publicaciones españolas de la época (Diario ABC, Casa & Jardín, El Punto de Las Artes, Revista Cyan, El Correo Español, Tribuna, Formas Plásticas, La Brocha, etc.) y otros reconocimientos, ya en 1974 se le concedió el Premio de la Fundación Güell de Pintura Archivado el 6 de enero de 2018 en Wayback Machine. en Barcelona y en 1985 fue finalista en la 7th Cleveland International Drawing Biennale Archivado el 11 de julio de 2017 en Wayback Machine., en Inglaterra.  A mediados de los 70 logra incluso representación con la veterana galerista Juana Mordó, pero por diversos motivos retorna a Paris. A finales de los 80 se instala en Madrid, donde creará la mayor parte de su obra trabajando de manera incansable y apasionada, estando representado por la ya extinta Galería Novart. En 1997 se le designa Académico Asociado por la Academia Internacional de Letras, Artes y Ciencias del Verbano, Italia. Su legado consta de más de 3000 obras de gran originalidad y vitalidad.

## Principales Exposiciones Individuales
1974 : Real Círculo Artístico. Barcelona
1974 : Galería Toison. Madrid
1975 : Galerie Poisson d'Or. París
1978 : Galerie Marigny. París
1979 : Galerie Marigny. París
1982 : De Cortez Gallery. Toronto
1983 : De Cortez Gallery. Toronto
1987 : Galería Novart. Madrid
1987 : Galería Enebro. Segovia
1988 : Galería Berruguete. Valladolid
1988 : Museo de Calahorra. La Rioja
1988 : Galería Arlanzón. Burgos
1988 : Museo de Arte Contemporáneo de Villafamés. Castellón
1988 : Feria Internacional del Arte InterArte 88. Valencia
1988 : Museo de Arte Contemporáneo. Albacete
1989 : Museo de La Rioja. Logroño
1989 : Galería Novart. Madrid
1989 : Obra Social y Cultural, Fundación de la Caja de Ahorros de Asturias. Gijón
1991 : Heller Gallery. Nueva York
1991 : Galería Novart. Madrid
1991 : Museo de Ciudad Real
1993 : Montserrat Contemporary Art Gallery. Nueva York

## Colecciones Públicas
- Fundación Güell Archivado el 6 de enero de 2018 en Wayback Machine., Barcelona
- Real Academia de Bellas Artes de San Fernando, Madrid
- Museo Internacional de Arte Contemporáneo, Guinea Ecuatorial
- Museo de Calahorra, La Rioja
- Museo de Arte Contemporáneo de Vilafamés, Castellón
- Fundación Caja Asturias, Gijón
- Museo de Arte Contemporáneo de Albacete
- Museo de Arte Contemporáneo de La Rioja, Logroño